# L'Implacable Ninja
Série
Ultime Violence : Ninja 2
(1983)
Pour plus de détails, voir Fiche technique et Distribution.
L'Implacable Ninja (Enter the Ninja) est un film américain réalisé par Menahem Golan, sorti en 1981.

## Synopsis
Après avoir terminé sa formation de ninja au Japon, Cole (Franco Nero), un soldat vétéran de l'Angola rend visite à son ancien frère d'armes Frank Landers (Alex Courtney) et fait connaissance avec l'épouse de celui-ci, Mary Ann Landers (Susan George). Les Landers possèdent une ferme aux Philippines, et sont fréquemment harcelés par un homme d'affaires du nom de Charles Venarius (Christopher George), qui souhaite acquérir leur propriété. À leur insu, les terres des Landers cachent d'importantes nappes de pétrole. Cole, grâce à ses talents de ninja, n'a guère de difficulté à repousser les attaques répétées des sbires de Venarius. Mais ce dernier finit par faire appel à Hasegawa (Sho Kosugi), un autre ninja, rival de Cole. L'intrigue se corse lorsque Cole a une aventure avec Mary Ann, la femme de son ami Frank.

## Fiche technique
- Titre original : Enter the Ninja
- Titre français : L'Implacable Ninja
- Réalisation : Menahem Golan
- Scénario : Dick Desmond et Mike Stone
- Photographie : David Gurfinkel
- Production : Judd Bernard, Yoram Globus et Menahem Golan
- Pays d'origine : États-Unis
- Format : Couleurs - 1,37:1 - Mono
- Genre : action
- Date de sortie : 1981

## Distribution
(Source V.F. : VHS Gaumont Columbia RCA Video de 1982)
- Franco Nero (VF : Benoît Allemane) : Cole
- Susan George (VF : Béatrice Delfe) : Mary Ann
- Sho Kosugi : Hasegawa
- Christopher George (VF : Jean Topart) : Venarius
- Alex Courtney (VF : Francis Lax) : Frank
- Derek Webster : Un homme de Venarius